# جعفرآباد سفلی (بوانات)
جعفرآباد سفلی (بوانات)، روستایی از توابع بخش مرکزی شهرستان بوانات در استان فارس ایران است.

## جمعیت
این روستا در دهستان باغستان قرار دارد و براساس سرشماری مرکز آمار ایران در سال ۱۳۸۵، جمعیت آن ۱۵۶ نفر (۳۵خانوار) بوده‌است.

## تاریخچه
طبق گزارش پژوهشگاه میراث فرهنگی و گردشگری ، شهرستان بوانات به دلیل قرار گرفتن میان حوزه‌های فرهنگی متفاوت فارس، کرمان و جنوب شرق، از نظر پژوهش‌های باستان شناختی از اهمیت ویژه ای برخوردار است.  بررسی‌های باستان شناختی بخش مرکزی و مزایجان شهرستان بوانات به  شناسایی و ثبت ۲۰۰ اثرانجامیدکه قدیمی‌ترین آن مربوط به دوره جری بوده که بیانگر این است که این منطقه درهزاره پنجم پیش از میلاد تحت تأثیرحوضه رود کر و فرهنگ باکون در هزاره پنجم پ.م بوده‌است .
این حوزه مانند خیلی از حوزه‌های فارس با آغاز شهرنشینی تا دوره هخامنشی متروک شد. سه دوره پس از هخامنشی در بوانات شناسایی شده‌است که نشان می‌دهد این محوطه در این زمان مهم تلقی شده‌است.  
وجود گورهای سنگی از شاخصه‌های دوره اشکانی در این منطقه است و  اوج شکوفایی این حوزه، دوره ساسانی است. درقرون اولیه اسلامی از رونق این حوزه به مرور کاسته شده و  در دوره تیموری و صفوی دوباره توجهی ویژه به این منطقه شد.
دوره جری در چارچوب گاهنگاری و توالی مراحل فرهنگی پیش از تاریخ منطقه جنوب ایران به ویژه استان فارس مطرح است که محدوده زمانی ۵۲۰۰ تا ۵۸۰۰ قبل از میلاد را شامل شده و به عصرنوسنگی تعلق دارد.

## جاذبه های دیدنی
گورستان کهنه، تپه شاه آباد، محوطه پشنگی، کتکتو، تل آنگها، آرمگاه درویش، قلعه مسه، تپه گور حیدر، مسجد شیدان، آب انبار بزم، حمام اکبری، قلعه ریزکان و ... از آثار باستانی شهرستان بوانات هستند .